# Victor Leydet (pittore)
Victor Leydet (L'Isle-sur-la-Sorgue, 21 luglio 1861 – L'Isle-sur-la-Sorgue, 1904) è stato un pittore e grafico pubblicitario francese.

## Biografia
Di nascita provenzale e discendente di un ramo secondario della famiglia aristocratica dei de Leydet, fu allievo del conterraneo Pierre Grivolas e appartenente alla Nuova Scuola di Avignone,  un gruppo di artisti molto attivo fra la fine del XIX secolo e l'inizio del XX. Autore di ritratti, paesaggi e manifesti pubblicitari, le sue opere sono esposte, oltre che in collezioni private, al museo d'Orsay di Parigi (Femmes en prières), al museo Calvet di Avignone (Avant la messe, Portrait de jeune homme en pied) e al museo delle Belle Arti di La Rochelle (Vendredi saint).

## Galleria d'immagini

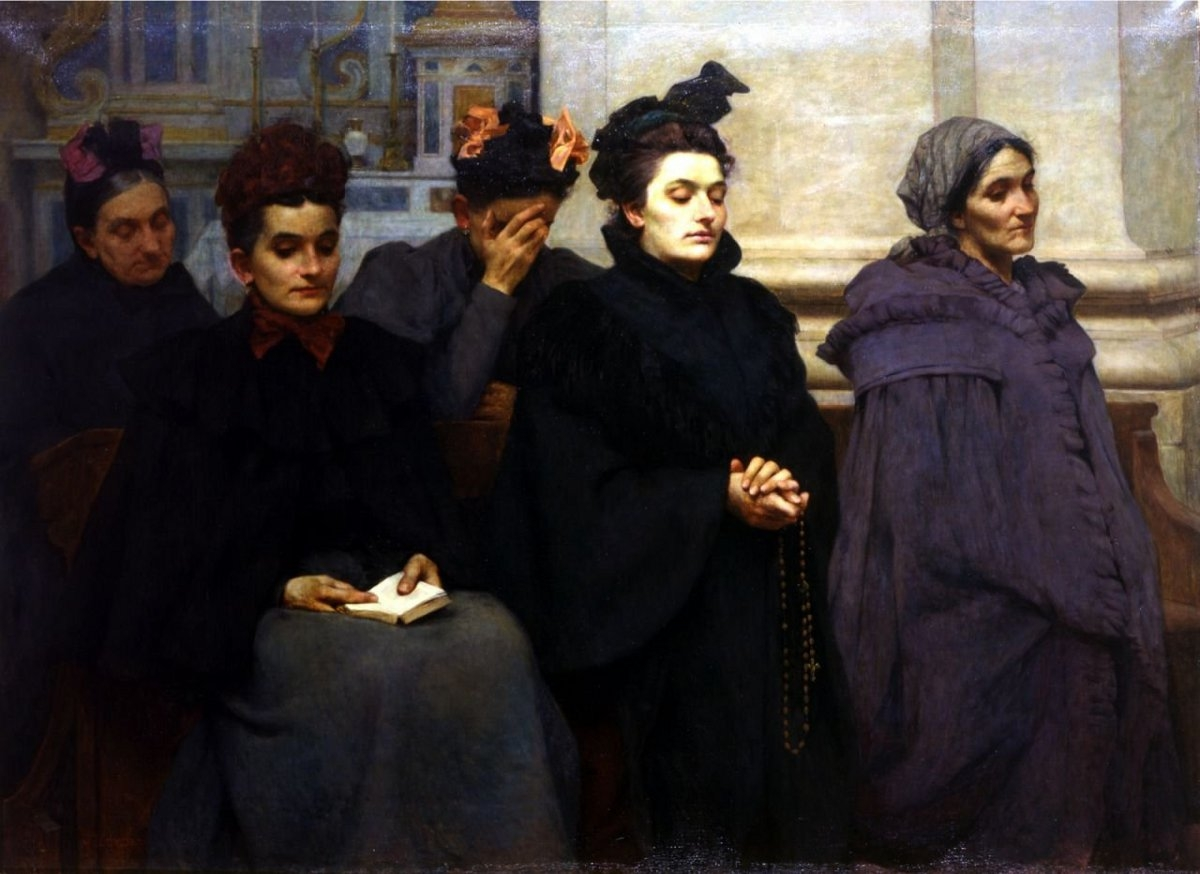
Avant la messe
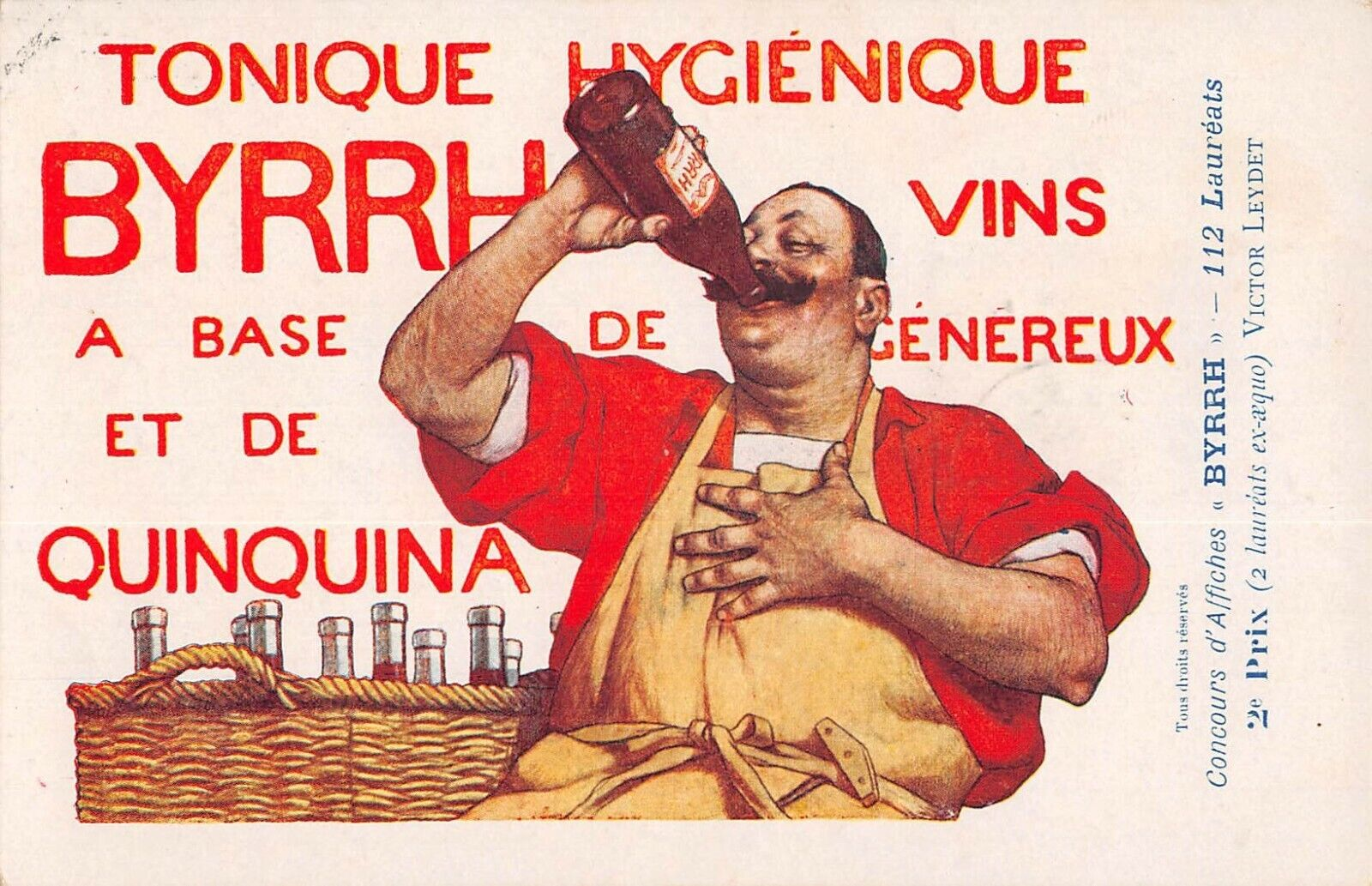
Pubblicità
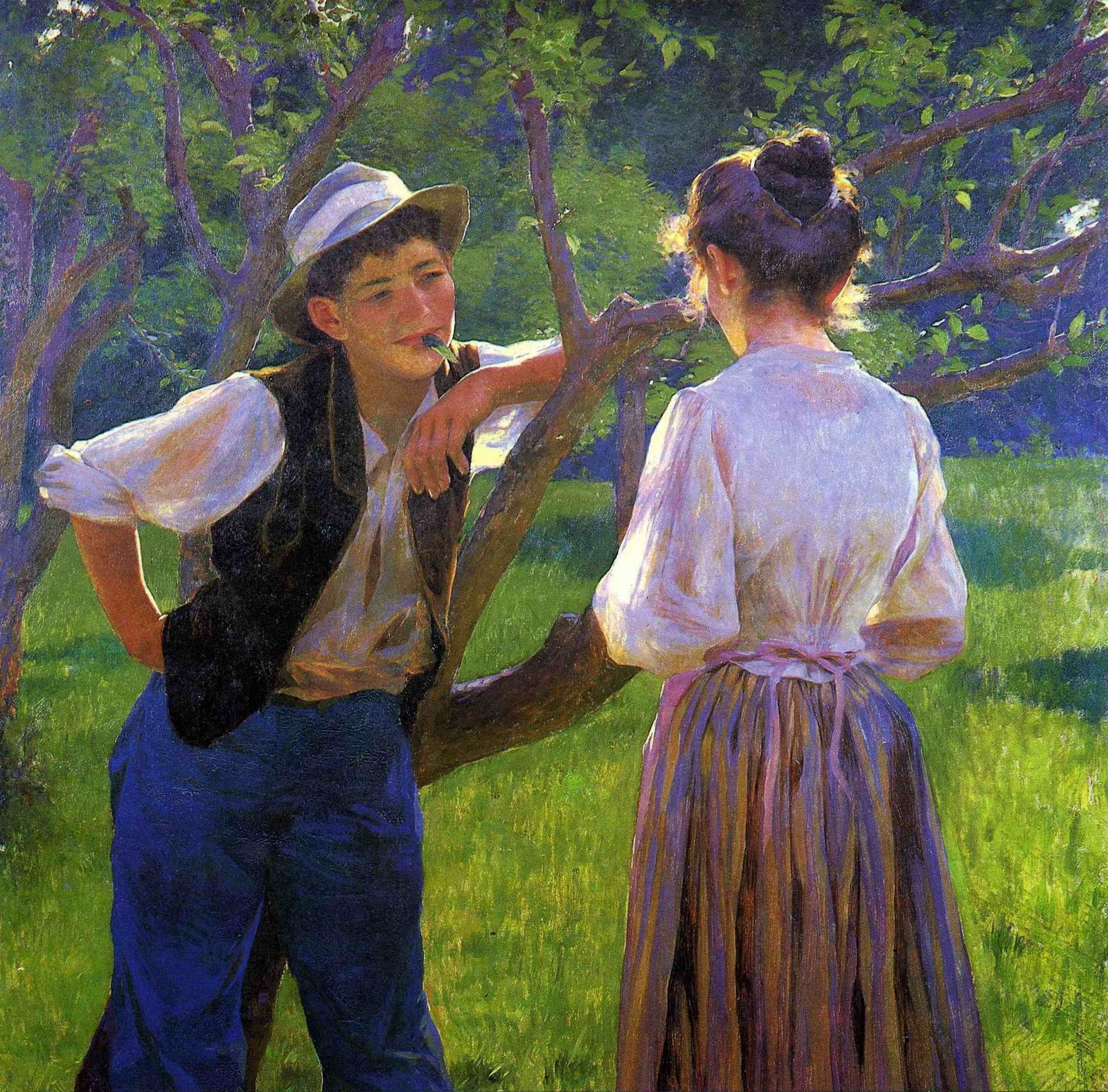
Vincent et Mireille

## Opere maggiori
- Charlotte, olio su tela, (1896)
- Le désespéré (ca. 1897)
- Vendredi saint (ca.1900)
- Les vieilles femmes dans une église, olio su tela
- Portrait de jeune fille, olio su pannello
- Intérieur provençal, olio su carta
- Absinthe supérieure, stampa pubblicitaria dell'assenzio Gempp Pernod
- Fenouillet, liqueur digestive inventée en 1840, stampa.
- Portrait de jeune homme (Michel Bourges all'età di 12 anni) olio su tela